# Raccolte d'arte dell'ospedale Maggiore di Milano
Le Raccolte d'arte dell'ospedale Maggiore sono una collezione artistica di proprietà dell'ospedale Maggiore di Milano, costituita da una serie di ritratti dei benefattori dell'ente ospedaliero, considerata il nucleo principale e di maggior valore, e da altre raccolte di varia natura, attualmente collocate nella sede storica dell'Ospedale, la Ca' Granda, oggi sede centrale dell'Università statale di Milano.

## I ritratti dei benefattori

### Origini e sviluppo storico della raccolta
La collezione di ritratti prese avvio nel XV secolo, subito dopo la costituzione dell'ospedale da parte di Francesco Sforza (1456). L'intenzione era omaggiare gli illustri personaggi autori di significativi atti di liberalità verso il nosocomio. La frequenza di tali gesti di gratitudine era tuttavia limitata a coloro che si distinguessero sia per prestigio personale che per l'eccezionalità dei benefici elargiti, economicamente oppure sotto forma di concessioni di ordine politico o religioso.
Diversamente, a partire dal '600 quella del ritratto divenne un'abitudine più diffusa fra le classi sociali più abbienti, e questo si riflesse sulla frequenza con cui l'ospedale concesse questo onore ai suoi benefattori. Non solo, in quegli anni cadde il requisito del prestigio sociale: ad essere ritratti poterono essere tutti coloro, illustri o meno, che avessero reso particolari benefici al nosocomio.
La tendenza continuò nei secoli, tanto che nel 1810 si stabilì che a seconda dell'entità della donazione o dei lascito, si aveva diritto ad un ritratto di diverso prestigio: con 40.000 lire si acquisiva il diritto ad un mezzo ritratto, con 80.000 lire si poteva avere il ritratto a figura intera. Questa venalità da un lato fece prevalere fra i benefattori le intenzioni dettate da convenienza su quelle a scopo di pura liberalità (e lo dimostra la grande quantità di donazioni alla cifra minima necessaria per l'onoranza), ma nello stesso tempo generò un notevole incremento dei lasciti e un conseguente drastico arricchimento della collezione artistica. Un altro effetto di questa politica fu la consuetudine di lasciare somme che consentissero più ritratti, per il benefattore e per i suoi congiunti.
A seguito della prima guerra mondiale, una forte svalutazione e il mancato adeguamento delle cifre previste generarono un ulteriore aumento delle liberalità e quindi dei ritratti eseguiti. Da allora sono stati comunque innalzati e periodicamente aggiornati i requisiti economici per aver diritto al ritratto.
La scelta dei pittori a cui affidare l'esecuzione dei ritratti non fu vincolata prima del XX secolo a nessuna precisa regola: a decidere era il Consiglio, ma si teneva in genere conto anche della volontà del benefattore o dei suoi eredi. Nel 1906 venne istituita un'apposita Commissione costituita da eminenti personalità artistiche lombarde, e ad essa vennero delegate le scelte in proposito. Sedettero in commissione personaggi quali Luca Beltrami, Carlo Bozzi, Ettore Modigliani, Aldo Carpi e Mario Sironi.

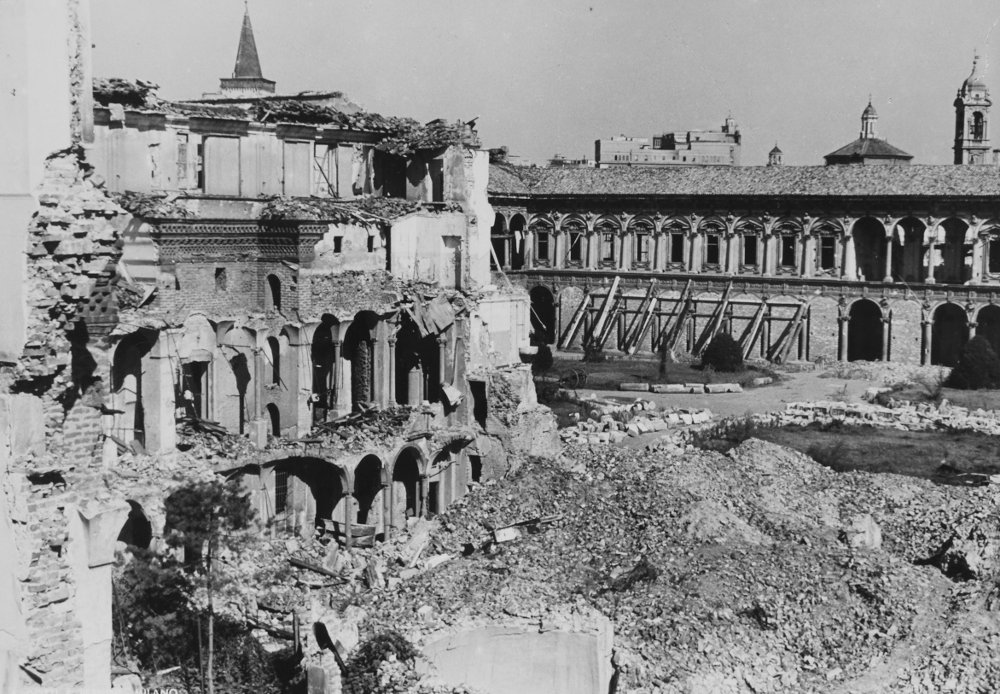
La Ca' Granda dopo il bombardamento nella notte fra il 14 e il 15 agosto 1943.

La Commissione fu anche incaricata di risolvere l'annoso problema del giusto collocamento delle opere, problema reso particolarmente spinoso dall'enorme incremento di quadri eseguiti a partire dall'inizio del '900. Prima di allora, i ritratti venivano esposti con cadenza biennale nel cortile della Ca' Granda, sede dell'ospedale, in occasione della Festa del Perdono. Ma questa soluzione, oltre a permettere l'esposizione per un solo giorno ogni due anni, divenne col tempo sempre meno percorribile a causa dell'elevato numero di opere e della ristrettezza degli spazi. Papa Pio XI ammonì: «fare i ritratti non basta: bisogna esporli in modo permanente e decoroso, perché siano d'incitamento a donare». Con il trasferimento della sede ospedaliera nelle aree dove sorgono attualmente il Policlinico e l'Ospedale Niguarda, l'amministrazione dell'ente ospedaliero destinò nel 1940 la crociera "Macchio" all'esposizione della raccolta, nonostante l'infuriare del conflitto. Nel 1942 il nuovo allestimento venne smantellato per motivi precauzionali, salvando la raccolta dal bombardamento che colpì duramente la Ca' Granda nella notte fra il 14 e il 15 agosto 1943. Al giorno d'oggi, non è ancora stata trovata un'adeguata sistemazione per la collezione, che attualmente ammonta a oltre 900 ritratti.

### Peculiarità della collezione
La consuetudine degli enti ospedalieri di rendere omaggio ai propri benefattori si diffuse nell'Italia settentrionale già dall'epoca medievale: ne sono esempi l'Ospedale Civile di Vigevano, l'Ospedale di Sant'Antonio Abate di Gallarate, l'Ospedale San Giovanni di Torino, l'Ospedale Civile di Alessandria e l'Ospedale di Sant'Andrea di Vercelli. Di minor importanza storica e artistica sono inoltre le raccolte di altri nosocomi d'Italia e d'Europa, quali l'Ospedale di Santo Spirito a Roma o quelli di Spoleto e di Ginevra. La raccolta della Ca' Granda rappresenta tuttavia un unicum quanto a dimensioni, continuità storica ed importanza degli autori presenti.
La quadreria dell'ospedale rappresenta anche un interessante spaccato nella storia della moda e del costume lombardo dei secoli passati, anche a causa dell'eterogeneità di estrazione sociale e ruolo professionale dei personaggi raffigurati. I ritratti costituiscono infine una fonte iconografica unica, anche data l'assenza in Italia di «musei del ritratto» quali le National Portrait Galleries di Londra, Canberra, Edimburgo, Ottawa o Washington, per la conoscenza fisionomica dei protagonisti della storia milanese e lombarda.

### Le opere del Quattrocento
Tra le opere del XV secolo si segnalano principalmente due grandi tele commissionate nel 1470 all'oscuro pittore Francesco Da Vico (o Di Vico), entrambe commemorative della nascita dell'ospedale: la prima rappresenta i duchi Francesco Sforza, fondatore dell'ospedale, e Bianca Maria Visconti, sua consorte, inginocchiati di fronte a Pio II, con la facciata della Ca' Granda sullo sfondo. La seconda mostra invece il loro primogenito Galeazzo Maria Sforza con la consorte Bona di Savoia, inginocchiati davanti ad un altare nell'atto di consegnare del denaro alla presenza di sant'Ambrogio, sempre con la facciata dalla Ca' Granda sullo sfondo. I soggetti ritratti in questo secondo dipinto non corrispondono però a quanto testimoniato dal contratto stipulato con il pittore, né risulta che i due coniugi abbiano mai elargito all'ospedale denaro o altri benefici; essendo il fondatore e la moglie già morti all'epoca dell'esecuzione, non è da escludere che fossero essi i soggetti ritratti e che alla loro morte il pittore, per ordine superiore o per spontanea piaggeria, abbia modificato i volti in omaggio ai nuovi Duchi.

### Le opere del Cinquecento

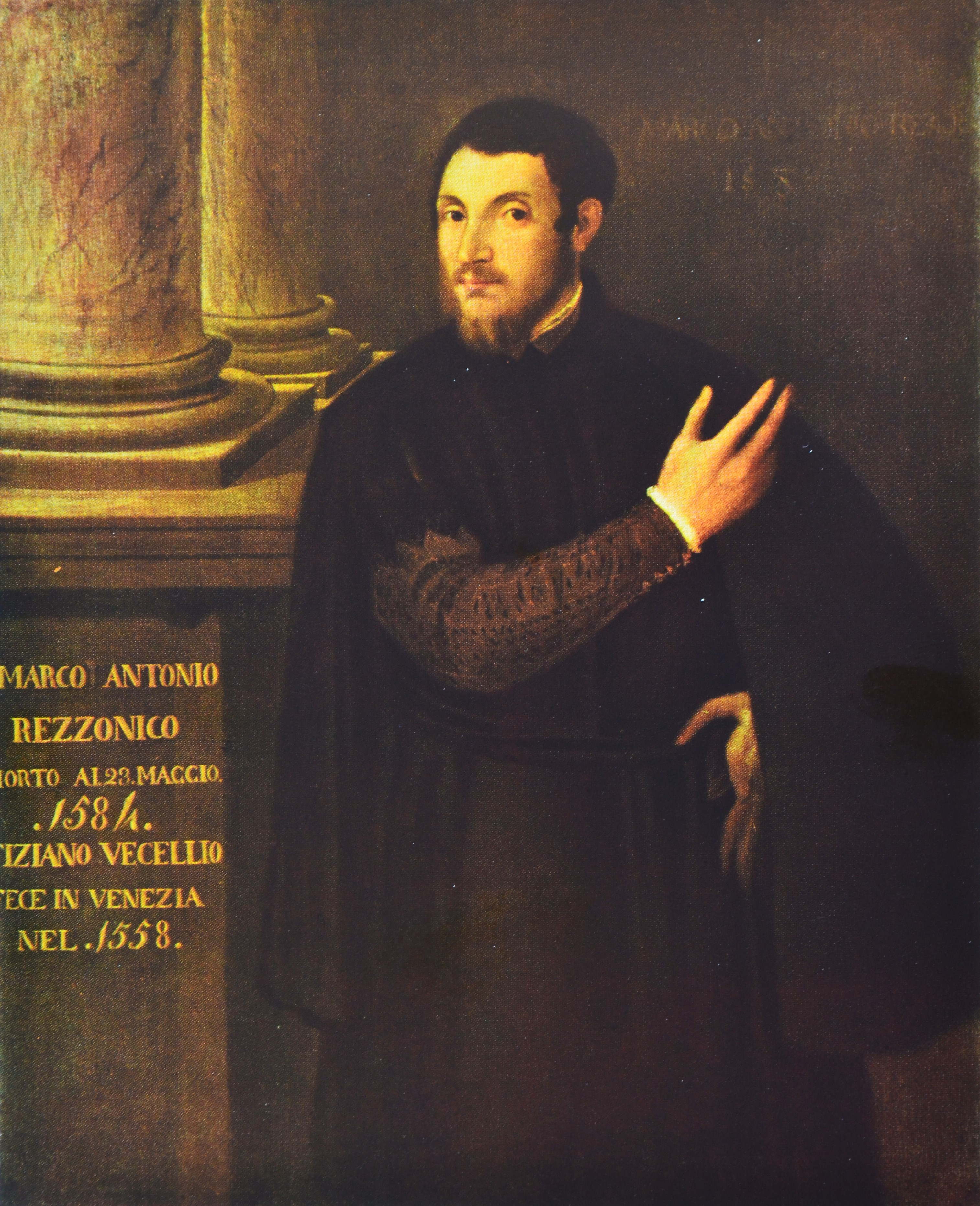
Scuola veneta, Ritratto di Marco Antonio Rezzonico.

Fra le opere del XVI secolo è degno di menzione un Ritratto di Marco Antonio Rezzonico della Torre, pervenuto all'ospedale, di cui Rezzonico fu anche consigliere, insieme alla sua intera eredità. Il dipinto era attribuito a Tiziano sulla base della vistosa iscrizione nella parte bassa della tela («Tiziano Vecellio fece in Venezia nel 1558»; un'altra iscrizione, quasi illeggibile, a cui sembra rivolgersi la mano del soggetto, indica nel 1557 la data di esecuzione), ma anche in considerazione del fatto che in una lettera del 1758 in cui i consiglieri dell'ospedale pregavano l'arcivescovo di Milano di portare il loro compiacimento al nuovo papa Clemente XIII, al secolo Carlo Rezzonico, si ricorda che alla Ca' Granda è conservato un ritratto del suo antenato ad opera «del celebre Tiziano». Tuttavia, l'iscrizione si è rivelata posticcia e fu probabilmente questa a trarre in inganno i consiglieri. Il ritratto è stato attribuito da Paolo D'Ancona a Paris Bordon, ma nemmeno questa ipotesi è unanimemente accettata, mentre è certa la contestualizzazione alla scuola veneta del XVI secolo.
Gli altri ritratti del XV secolo, non numerosi, sono generalmente eseguiti a mezzo busto o a mezza figura e presentano le caratteristiche di austerità e semplicità tipiche dell'ambiente culturale e sociale milanese dell'epoca: «un'età che ebbe di mira la compostezza classica di vita».

### Le opere del Seicento
Con il XVII secolo e il dilagare della moda del ritratto fra le classi sociali più abbienti si assiste ad un notevole incremento quantitativo della raccolta: un'ottantina di nuovi ritratti entrano nella collezione dell'ospedale. I dipinti appartenenti a questo secolo presentano una certa uniformità stilistica: l'austerità del secolo precedente viene sostituita da un gusto per i costumi sontuosi e per le ricercate ambientazioni di sfondo, tipicamente barocco e spagnoleggiante e fortemente influenzato dalla pittura fiamminga. La formula più seguita diviene il ritratto a figura intera. Fra gli autori a cui l'ospedale si rivolse si ricordano soprattutto Andrea Porta, Fede Galizia, Carlo Francesco Nuvolone, Salomon Adler e Giacomo Santagostino.

### Le opere del Settecento
Il XVIII secolo fu meno proficuo del precedente sul piano quantitativo (si conservano sessantuno ritratti) e ne fu per molti aspetti una prosecuzione priva di peculiarità stilistiche. All'influsso della pittura fiamminga si affiancò quello della pittura inglese, osservabile soprattutto nella presenza di scorci di vedute urbane e di paesaggi usati come sfondo, caratteristiche comunque non estranee alla pittura lombarda di quegli anni. In questo segmento temporale della raccolta spiccano quattro ritratti di Antonio Lucini e ben dodici di Anton Francesco Biondi, dipinti fra il 1774 e il 1801: gli ultimi due in ordine cronologico manifestano già tendenze neoclassiche e impero.

### Le opere dell'Ottocento

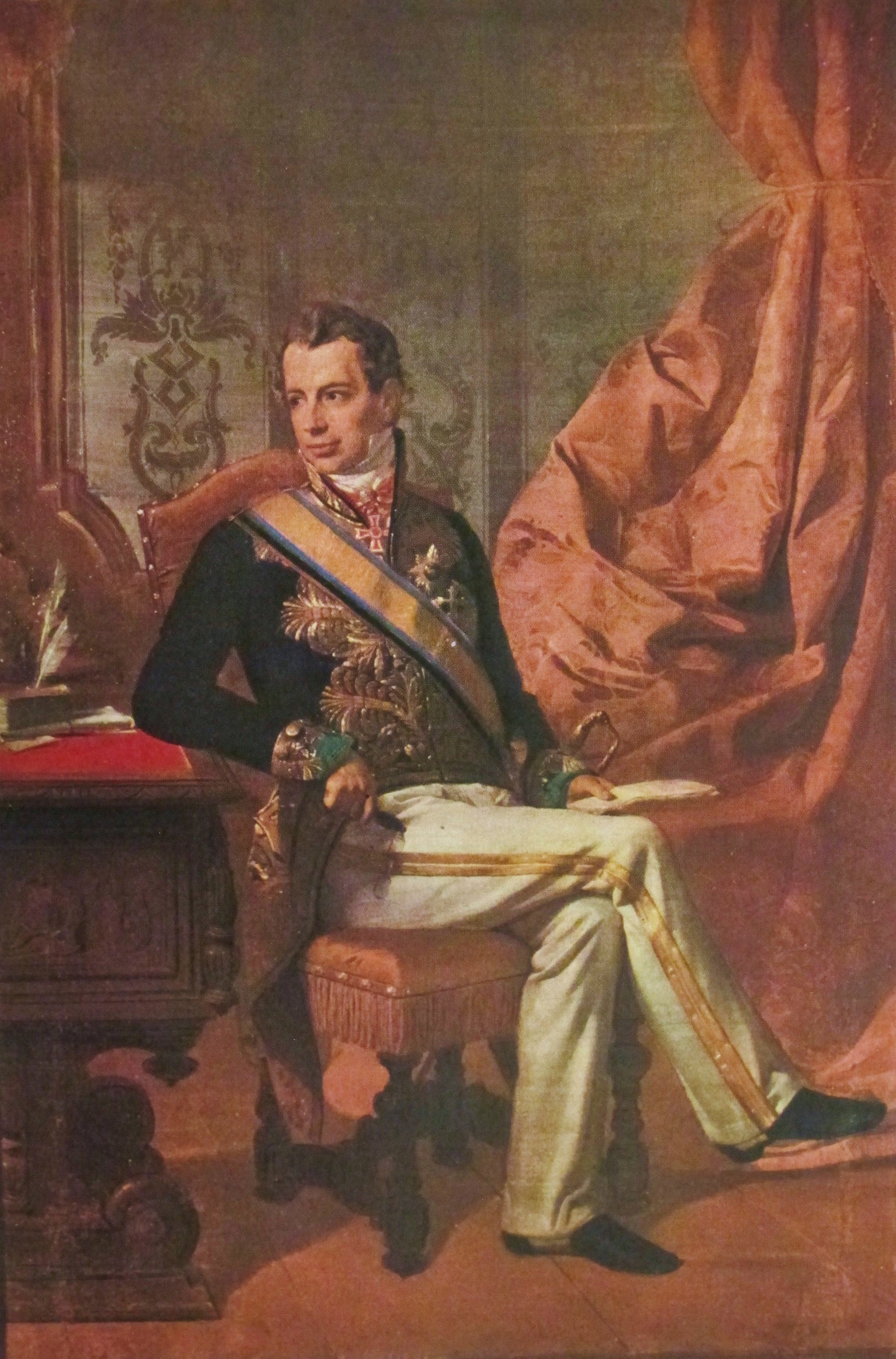
Giuseppe Molteni, Ritratto del conte Giacomo Mellerio (1847)

Il XIX secolo rappresentò un altro momento di forte incremento della raccolta. Appartengono a questa epoca più di duecento ritratti, a testimonianza di tutte le principali correnti pittoriche del secolo: neoclassicismo, romanticismo, impressionismo e divisionismo.
Il momento più alto del neoclassicismo presente nella raccolta è probabilmente toccato da Ritratto del sacerdote Francesco Bossi eseguito fra il 1821 e il 1822 da Pelagio Pelagi, nel quale «non solo l'artista ha reso a perfezione le esteriori fattezze, ma in quel volto, dai riflessi dorati, è riuscito ad incarnare un ideale di mitezza e di candore».
Esempi del «primo romanticismo» di Francesco Hayez, costituito da uno «stile neoclassico in cui il colore torna a vivere», sono tre tele eseguite fra il 1816 e il 1823, quando il pittore era ancora giovane ma già accompagnato da una discreta notorietà: si tratta dei ritratti del sacerdote Carlo Calvi, del conte Giambattista Birago e del conte Pietro Francesco Visconti Borromeo.
Del pieno Ottocento, consistenti sono i gruppi di opere di Giuseppe Bertini (ben sette, fra le quali è degno di nota il Ritratto dell'avvocato Giuseppe Calcaterra, dipinto che «racconta, senza fare del contenutismo») e di Sebastiano De Albertis (ancora sette, nelle quali la consueta «spigliatezza impressionistica» con la quale l'autore trattava le sue celebri scene di battaglia lascia il posto ad un romanticismo più austero), come notevoli sono gli apporti di Angelo Inganni, Giuseppe Molteni e dei fratelli Domenico e Gerolamo Induno.
Della corrente più rivoluzionaria del romanticismo lombardo, quella rappresentata da Tranquillo Cremona, Daniele Ranzoni e dai primi lavori di Gaetano Previati, non vi è traccia alcuna, a testimonianza di quella scelta di fondo di privilegiare artisti legati ad un verismo contenuto, austero, in linea con la tradizione lombarda e per questo più gradito alle famiglie dei benefattori, scelta che sarà ben più evidente nella politica artistica della Commissione nel secolo successivo.
Della fase conclusiva del XIX secolo si hanno dipinti di Giovanni Segantini (tra cui il Ritratto di Carlo Rotta), Emilio Longoni, l'importante Ritratto di Francesco Ponti eseguito nel 1986 da Antonio Rotta, Emilio Gola, Leonardo Bazzaro, Gaetano Previati, Pompeo Mariani e Mosè Bianchi.

### Le opere del Novecento

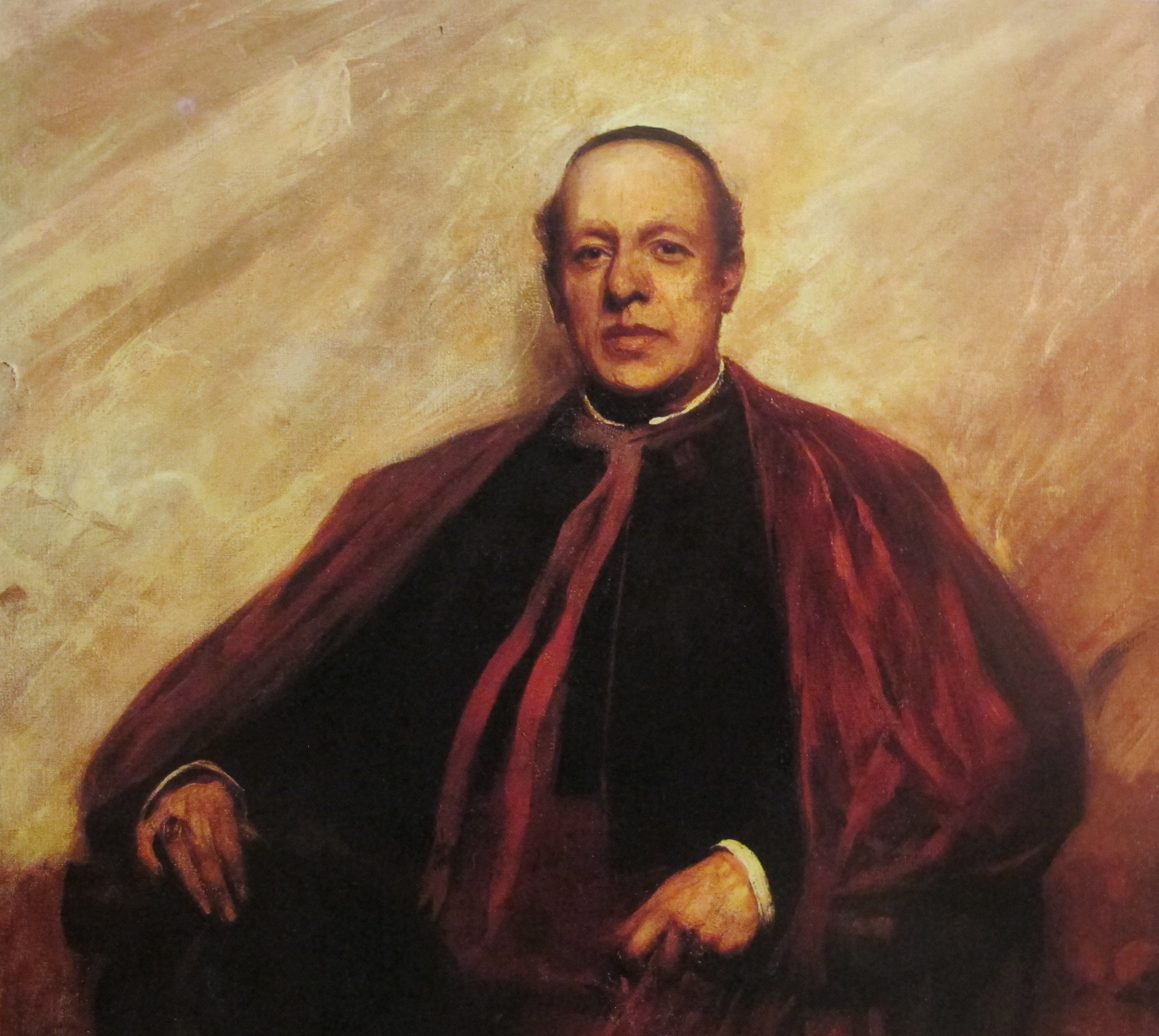
Cesare Tallone, Ritratto di Carlo Brera (1912)

Il XX secolo costituì un momento di ulteriore accrescimento della collezione di ritratti, con più di 500 nuovi pezzi.
Le opere del Novecento si caratterizzano, soprattutto per i primi tre decenni del secolo, per la fedeltà a canoni artistici tradizionali e tardo-ottocenteschi, dettata dalle esigenze delle famiglie e dalle richieste della Commissione, istituita nel 1906, desiderose di rispettare canoni pittorici precisi e rigorosi. La conseguenza fu l'esclusione pressoché totale di quelle correnti pittoriche più d'avanguardia e polemiche, a partire dal Futurismo. Significativi furono gli apporti dati alla raccolta da pittori quali Filippo Carcano, Emilio Gola, Cesare Tallone, Ambrogio Alciati, Riccardo Galli, Eugenio Giuseppe Conti, Anselmo Bucci, Romano Valori e Giovanni Borgonovo.
Dalla fine degli anni Venti si delineò una netta predominanza della componente novecentista nella politica artistica della Commissione. Essa si trovò a partire dal 1929 ad essere composta da personaggi quali Giuseppe Amisani, Achille Funi, Esodo Pratelli, Mario Sironi, Aldo Carpi, tutte personalità toccate in un modo o nell'altro dalle istanze del movimento "Novecento". Oltre a ciò, la stessa impostazione della raccolta, votata al tradizionalismo e all'ossequio verso le figure ritratte, la peculiarità del lavoro degli artisti, chiamati ad eseguire ritratti di defunti avendo a modello solo vecchie fotografie, e pertanto impossibilitati a dare letture del soggetto particolarmente fantasiose, nonché la tendenza a servirsi del lavoro di pittori quasi sempre lombardi, finirono con far prevalere nel gradimento della Commissione e delle famiglie quegli artisti che si dimostravano partecipi o quantomeno rispettosi del modello novecentista: Piero Marussig, Giovanni Borgonovo, Pompeo Borra, Mario Tozzi, oltre che gli stessi Funi, Sironi e Carpi. Tuttavia, vi furono anche esempi di commissioni ad artisti slegati da "Novecento" e partecipi, con maggior o minor coinvolgimento, al più disimpegnato chiarismo: Umberto Lilloni, Cristoforo De Amicis, Francesco De Rocchi, Carlo Martini, Carlo Varese, Francesco Menzio ed altri.
A partire dalla seconda metà del XX secolo, si perse una tale uniformità di politica artistica, ma permase l'impostazione di fondo tradizionalista e figurativa, con sculture importanti come il busto di Bianca Maria Sforza in marmo di Dante Parini, con dipinti di Leonardo Borgese, Trento Longaretti, Silvio Consadori, Renato Vernizzi e molti altri.

## Le altre raccolte

### Storia delle collezioni
La raccolta di opere d'arte cominciò con le prime fasi della storia dell'ospedale nel XVI secolo e durò ininterrottamente fino ai giorni d'oggi. Le modalità di arricchimento della collezione furono principalmente tre.
In primo luogo, le «sollecitudini dei saggi amministratori» generarono col tempo un certo accumulo di beni di valore artistico, come le antiche suppellettili della farmacia ospedaliera (la cosiddetta «spezieria»), un celebre papiro egizio, il gonfalone dell'ente e numerose pergamene miniate.
Altre occasioni di arricchimento del patrimonio artistico si presentarono con le annessioni all'ente di altri ospedali milanesi, come quella voluta dal cardinale Enrico Rampini ed attuata da Francesco Sforza alla metà del XV secolo. Ognuno di questi ospedali aveva una chiesa o una cappella, con il necessario corredo di arredi e mobili sacri, i quali finivano di volta in volta ad arricchire la collezione dell'ospedale.
Il principale strumento di arricchimento patrimoniale fu tuttavia costituito dalle donazioni e dai lasciti testamentari dei numerosissimi benefattori. Il primo fra quelli di una certa importanza fu quello del cardinale Carlo Borromeo, comprendente tra l'altro la Adorazione dei Magi di Tiziano, in seguito acquistata dal nipote Federico e donata alla Pinacoteca Ambrosiana.

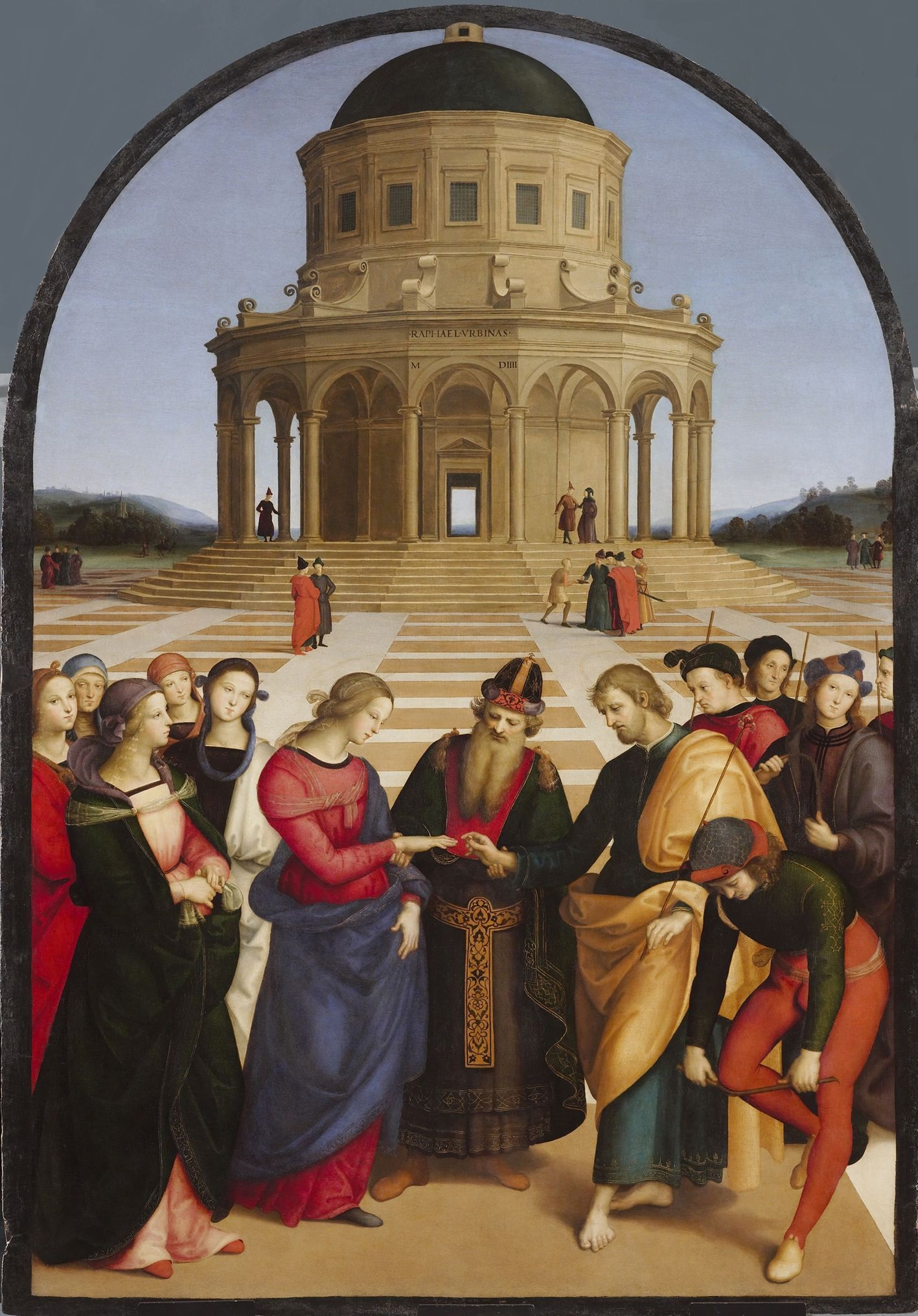
Lo sposalizio della Vergine di Raffaello (1504), ora proprietà della Pinacoteca di Brera.

Il lascito considerato di maggior importanza è considerato quello ricevuto nel 1804 dal conte Giacomo Sannazzari della Ripa, che lasciò per successione all'ente la sua importante raccolta di dipinti, comprendente tra l'altro il celebre Sposalizio della Vergine di Raffaello, acquistato due anni prima da Giuseppe Lechi, generale napoleonico che aveva liberato dal dominio pontificio Città di Castello, ricevendo l'opera in segno di riconoscenza. Lo sposalizio fu tuttavia venduto solo due anni più tardi al demanio, a causa di difficoltà economiche e in compensazione di alcuni debiti fiscali, e quindi collocato alla Pinacoteca di Brera.
Nel 1899 la duchessa Eugenia Litta legò all'ospedale la chiesetta di Santa Maria delle Selve a Vedano al Lambro e un vasto terreno adiacente alla Villa Reale di Monza, sul quale aveva fatto costruire un salone in cui era radunato l'ingente archivio familiare della famiglia Litta, costituito da pergamene, manoscritti e una quarantina di ritratti di rappresentanti della famiglia. In memoria del pittore Camillo Rapetti, che per l'ospedale disegnò alcuni ritratti di benefattori, la vedova donò nel 1938 una sessantina di dipinti. Infine, nel 1943 il patrimonio si arricchì dell'eredità dello scultore Achille Alberti, la cui collezione d'arte comprendeva più di duecento opere di Andrea Appiani, Sebastiano De Albertis, Domenico Induno, Mosè Bianchi e altri. Una donazione del tutto particolare fu quella del celebre papiro egizio.
Molte opere, anche significative, sono tuttavia state alienate o andate comunque disperse nei secoli. Fra esse, oltre allo Sposalizio di Raffaello, si segnala la Testa di Cristo venduta alla Pinacoteca di Brera, attribuita a Leonardo da Vinci e considerata uno studio per il Cenacolo, oltre ad alcuni dipinti di Giovanni Bellini, Marco d'Oggiono, Ambrogio Figino e altri.
Attualmente, escludendo i ritratti dei benefattori, queste rimanenti collezioni ammontano ad oltre 1900 pezzi fra dipinti, sculture ed oggetti di varia natura.

### Le opere

#### Dipinti

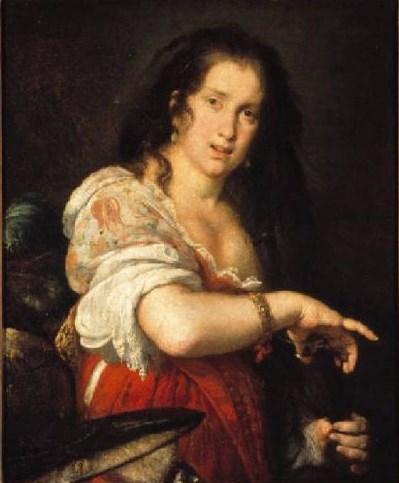
Bernardo Strozzi, Berenice

Fra i dipinti, la parte più consistente è quella costituita da opere di soggetto sacro. In particolare è presente un nucleo consistente di dipinti raffiguranti l'Annunciazione, essendo l'ospedale sorto con il nome della SS. Annunziata ed essendo ad essa dedicata la chiesa interna della Ca' Granda: fra esse, la più importante è senza dubbio quella eseguita dal Guercino nel 1638-39. Fra quelli di soggetto profano spicca una Berenice nell'atto di tagliarsi i capelli, disegnata con vigoria e attribuita a Bernardo Strozzi, e alcuni fra i numerosi ritratti donati da Eugenia Litta ed eseguiti fra il XVIII e il XIX secolo. Da ultimo, è degna di menzione la grande tela di Giovanni Segantini intitolata Le capinere.
Particolare è anche il dipinto comunemente chiamato la Festa del Perdono nel cortile dell'Ospedale Maggiore, ma che in realtà non raffigura altro che un comune momento di vita ospedaliera. Anonimo ed eseguito forse tra la fine del XVII e l'inizio del XVIII secolo, è un'opera alla quale non è riconosciuto particolare valore artistico. È tuttavia è un interessante fonte di conoscenza sulle fogge e sui costumi dell'epoca, tanto che venne con certezza studiato da Francesco Gonin per le illustrazioni de I promessi sposi.
Sono poi presenti nel patrimonio dell'ospedale opere di Defendente Ferrari, Vincenzo Civerchio (attribuzione incerta), Moretto da Brescia, Francesco Rizzo da Santacroce, Giovan Battista Trotti, Ippolito Scarsella, Giulio Cesare Procaccini, Pierfrancesco Mazzucchelli, Johann Carl Loth, Palma il Giovane (attribuzione incerta), oltre che di numerosi autori ignoti.

#### Sculture
Oltre alle numerose sculture che costituiscono parte integrante della Ca' Granda, fra le quali si ricordano degne di nota alcuni pezzi dello scultore milanesi Dante Parini, le terrecotte di Francesco Solari e collocate sul portale meridionale dell'edificio, e provenienti dalla collezione Litta e legati all'ospedale nel 1899: due Madonne col Bambino, una rimasta sul portale di Santa maria delle Selve a Vedano, e un'altra la cui notevole fattura ed alcune caratteristiche espressive ricordano le opere di Giovanni Pisano, e un Busto del cardinale Alfonso Litta di autore ignoto.

#### Il libro dei morti
Nel 1854 vennero donate dal figlio del marchese Carlo Busca, egittologo ed esploratore, la mummia dello scriba Ptahmose e il libro dei morti che era conservato nel sarcofago. Prima che il papiro potesse essere studiato a fondo, scomparve, per essere ritrovato parecchi anni dopo in un sotterraneo; nel frattempo la mummia venne ceduta al Museo egizio del Castello Sforzesco.
Il papiro, studiato per la prima volta da Karl Richard Lepsius, è pressoché intatto e in ottime condizioni. Riguarda lo scriba Ptahmose, il cui nome è troppo comune per poterne individuare l'identità, figlio di Osiry e Didia, definita «danzatrice di Amon». Lo scriba e la madre sono più volte raffigurati in atteggiamento di preghiera, mentre numerose scene con barche e altri personaggi impreziosiscono il documento. Oltre ai 42 giudici dell'oltretomba, presso cui le anime devono perorare la propria causa, sono raffigurate alcune divinità, tra cui Anubi, Thot, Osiride e Iside. Si ritiene che il documento sia di origine tebana e che risalga al XIV secolo avanti Cristo.

#### Pergamene miniate
Nell'ampio patrimonio archivistico dell'Ospedale sono conservati numerosi atti di epoca viscontea e sforzesca impreziositi da miniature che testimoniano il passaggio dal gusto gotico a quello rinascimentale. Anche i caratteri con cui sono redatti questi documenti mostrano l'avvicendamento di stili calligrafici nelle diverse epoche.

#### La «spezieria»
Si tratta di una raccolta di circa 180 pezzi fra antichi vasi da farmacia decorati, mortai cesellati in bronzo e antiche ricette su pergamena provenienti dalla farmacia ospedaliera. Tra i vasi si distingueva in particolare una serie di tredici pezzi del XVI, andati dispersi tra i musei di Cambridge, di Amburgo e del Castello Sforzesco. Per il resto, si tratta di pezzi del '600 o del '700 provenienti dalla fabbriche di Albissola o di Venezia.

#### Il gonfalone di Gio Ponti
Nel 1927 si delineò l'idea di creare uno stemma dell'ospedale. Il progetto venne commissionato all'architetto e designer Gio Ponti, il quale creò un vero e proprio gonfalone: su un lato campeggia l'insegna della "Ca' Granda", contornata da scudi che rappresentano fatti e vicende varie della storia dell'ente e sormontata dall'arma del Comune di Milano; sull'altro lato, è una rappresentazione dell'Annunciazione dal gusto moderno. L'opera, pur non essendo del tutto ultimata, fu presentata con una cerimonia nel Duomo di Milano alla presenza del cardinale Ildefonso Schuster.